# Norman Petty
Norman Petty (25. května 1927, Clovis, Nové Mexiko, USA – 15. srpna 1984, Lubbock, Texas) byl americký hudebník, skladatel a producent, který pomáhal v 50. letech formovat moderní populární hudbu, zejména pop a rock.

## Životopis a kariéra

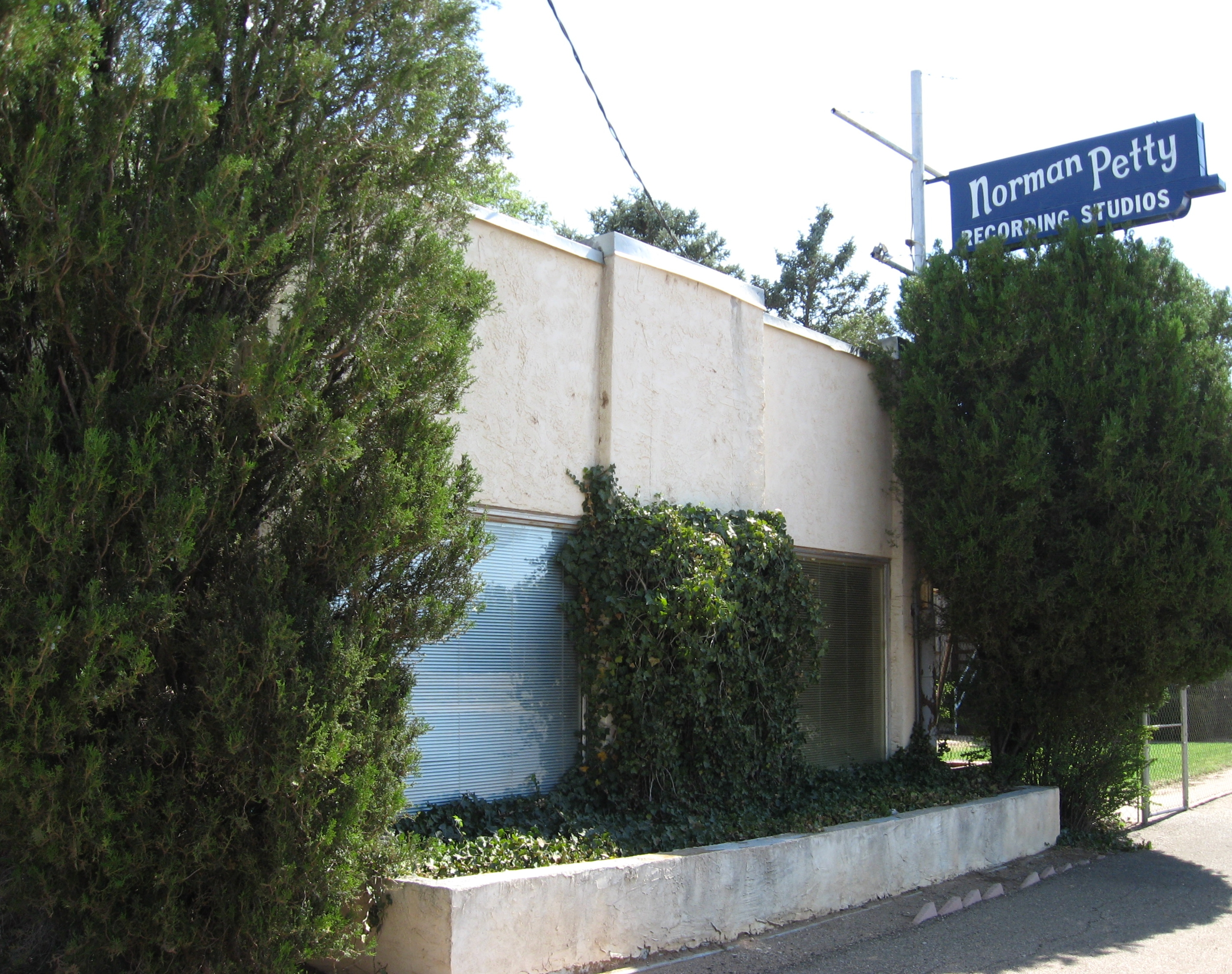
Studio Normana Pettyho

Petty se narodil v Clovisu v Novém Mexiku blízko hranic s Texasem. Od mladých let hrál na klavír a v době studií na střední škole se již pravidelně objevoval ve vysílání místní rozhlasové stanice.
Později založil Petty spolu se svou ženou Vi a kytaristou Jackem Vaughnem Norman Petty Trio. Skupina, která měla uzavřenou smlouvu s ABC Records, byla časopisem Cashbox vyhlášena objevem roku 1954 v kategorii skupin (Most Promising Group). Jejich hitu Mood Indigo se v roce 1956 prodalo půl miliónu výlisků a to umožnilo Pettymu zařídit si vlastní nahrávací studio. Navzdory úspěchům s vlastními nahrávkami je Petty znám především právě díky tomuto svému studiu. Ve studiu nahrávali do té doby nepříliš známí hudebníci, jako byli Roy Orbison, Buddy Knox, Waylon Jennings, Carolyn Hester a Buddy Holly, s nímž Petty spolupracoval velmi úzce. Byl prvním Hollyho manažerem (do konce roku 1958) a zvukovým technikem. Pak se ale pro přetrvávající rozpory rozešli.
Norman Petty zemřel v Lubbocku v Texasu v roce 1984, jeho žena Vi zemřela v roce 1992.
Původní 7th Street Studio je stále přístupné. V září se v Clovisu koná The Clovis Music Festival, na kterém pravidelně vystupují mnozí umělci, kteří nahrávali v Pettyho studiu.